# Топиха
Топиха (каз. Топиха) — село в Глубоковском районе Восточно-Казахстанской области Казахстана. Входит в состав Фрунзенского сельского округа. Код КАТО — 634067800.

## Население
В 1999 году население села составляло 69 человек (38 мужчин и 31 женщина). По данным переписи 2009 года, в селе проживали 52 человека (30 мужчин и 22 женщины).